# Copris colmanti
Copris colmanti là một loài bọ cánh cứng trong họ Bọ hung (Scarabaeidae).